# Радомль
Радомль — древний город восточнославянского племени радимичей, сидевших по реке Сож и его притокам. Входил в состав Древнерусского государства, позже в составе Мстиславского княжества оказался под властью литовских князей. В Радомле, бывшим значительным торговым центром, был основан замок, просуществовавший до XVII века (разрушен во время русско-польской войны 1654—1667 годов).
Ныне близ древнего города располагается село Радомля Чаусского района Могилёвской области Белоруссии.